# Borut Pahor
Borut Pahor (ur. 2 listopada 1963 w Postojnie) – słoweński polityk. Deputowany do parlamentu w latach 1990–2004 oraz 2008–2012, przewodniczący Zgromadzenia Państwowego w latach 2000–2004, poseł do Parlamentu Europejskiego w latach 2004–2008. Premier Słowenii w latach 2008–2012 oraz lider Socjaldemokratów w latach 1997–2012, prezydent Słowenii w latach 2012–2022.

## Życiorys

### Wykształcenie i młodość
Borut Pahor urodził się w Postojnie w ówczesnej Socjalistycznej Republice Słowenii. Dzieciństwo spędził w mieście Šempeter przy granicy z Włochami. Uczęszczał do szkoły średniej w Novej Goricy. W latach 1983–1987 studiował nauki polityczne na Wydziale Socjologii, Nauk Politycznych i Dziennikarstwa Uniwersytetu Lublańskiego. Za swoją pracę magisterską uzyskał najwyższą krajową nagrodę (Prešernova nagrada). W celu opłacenia studiów pracował m.in. jako model.

### Działalność polityczna

#### Działalność do 2008
W 1978 podczas nauki w szkole średniej wstąpił do Związku Socjalistycznej Młodzieży Słowenii, organizacji młodzieżowej Związku Komunistów Słowenii. Do Związku Komunistów Słowenii przystąpił w czasie studiów w 1986. Pod koniec lat 80. deklarował się jako zwolennik reformatorskiego skrzydła partii skupionego pod przywództwem Milana Kučana. W pierwszych wolnych wyborach w kwietniu 1990, przeprowadzonych jeszcze w ówczesnej Socjalistycznej Republice Słowenii, z listy postkomunistycznej Partii Demokratycznej Odnowy dostał się do Zgromadzenia Socjalistycznej Republiki Słowenii. Pełnił w nim funkcję przewodniczącego Komisji Spraw Młodzieży oraz wiceprzewodniczącego Komisji Spraw Zagranicznych.
W wyborach parlamentarnych w grudniu 1992, pierwszych w historii niepodległej Słowenii, uzyskał mandat deputowanego do Zgromadzenia Państwowego z listy nowo utworzonej socjaldemokratycznej koalicji Zjednoczona Lista. W maju 1993, po przekształceniu koalicji w jednolitą partię polityczną o nazwie Zjednoczona Lista Socjaldemokratów (ZLSD), objął stanowisko wiceprzewodniczącego tej partii, na czele której stanął Janez Kocijančič. W marcu 1997 został wybrany na stanowisko przewodniczącego tego ugrupowania, które w kwietniu 2005 przyjęło nazwę Socjaldemokraci.
W Zgromadzeniu Państwowym I kadencji wchodził w skład komisji do spraw Unii Europejskiej, obrony oraz nadzoru nad służbami specjalnymi. W 1995 pełnił również funkcję przewodniczącego komisji spraw zagranicznych. W kolejnych wyborach w listopadzie 1996 uzyskał reelekcję do parlamentu. W nowej kadencji pełnił funkcję wiceprzewodniczącego Zgromadzenia Państwowego w latach 1996–1997. Został również członkiem komisji spraw zagranicznych, komisji konstytucyjnej oraz komisji obrony. Po wyborach parlamentarnych z października 2000 Socjaldemokraci zawiązali koalicję ze zwycięską Liberalną Demokracją Słowenii Janeza Drnovška, a Borut Pahor objął w listopadzie tegoż roku urząd przewodniczącego Zgromadzenia Państwowego, który sprawował do lipca 2004.
W czasie wykonywania mandatu deputowanego był ponadto przewodniczącym słoweńskiej delegacji do Zgromadzenia Parlamentarnego Rady Europy (w latach 1993–2000), a w 1996 jednym z jego wiceprzewodniczących. W 2001 został natomiast jego honorowym członkiem. W latach 1993–1997 był członkiem Zgromadzenia Unii Zachodnioeuropejskiej, a od 1995 do 1996 członkiem Komitetu Wykonawczego Unii Międzyparlamentarnej.
W czerwcu 2004 został wybrany na posła do Parlamentu Europejskiego VI kadencji. Mandat objął 20 lipca tego samego roku i sprawował go 14 października 2008. W PE należał do Partii Europejskich Socjalistów, zasiadał w Komitecie Kontroli Budżetowej oraz Komitecie Spraw Konstytucyjnych PE. Był także wiceprzewodniczącym Wspólnej Komisji Parlamentarnej UE-Chorwacja.

#### Premier
W wyborach parlamentarnych z 21 września 2008 Socjaldemokraci po raz pierwszy w historii odnieśli zwycięstwo (zdobyli 29 mandatów), pokonując Słoweńską Partią Demokratyczną (SDS) Janeza Janšy (28 mandatów). 3 listopada 2008 prezydent Danilo Türk desygnował Boruta Pahora na stanowisko premiera, który w tym celu zrezygnował wcześniej z mandatu eurodeputowanego, i powierzył mu misję stworzenia rządu. Trzy dni później Socjaldemokraci podpisali porozumienie koalicyjne, zakładające stworzenie wspólnego rządu z trzema partiami: Zaresem, Demokratyczną Partią Emerytów Słowenii oraz z Liberalną Demokracją Słowenii.
7 listopada 2008 Zgromadzenie Państwowe, głosami 59 za do 24 przeciw, zatwierdziło go na stanowisku premiera Słowenii. Nowy premier zapowiedział działania mające zmierzać do przezwyciężenia kryzysu gospodarczego, w tym podniesienie konkurencyjności słoweńskiej gospodarki i redukcję wydatków budżetowych. Zobowiązał się także do prowadzenia stopniowej i przejrzystej prywatyzacji, dialogu społecznego oraz kontynuowania dotychczasowej polityki zagranicznej.
W czerwcu 2010 obywatele w powszechnym referendum opowiedzieli się za proponowanym przez rząd arbitrażowym rozwiązaniem sporu terytorialnego z Chorwacją. Jednakże w tzw. super-referendum z 5 czerwca 2011 sprzeciwili się forsowanemu podniesieniu wieku emerytalnego do 65 lat. Przeciwko zmianom było 72% głosujących. Głosowanie w ocenie komentatorów stanowiło również plebiscyt poparcia dla władz i było oznaką spadku zaufania społecznego.
W obliczu pogłębiającego się kryzysu gospodarczego, kwietniu 2011 z koalicji rządowej wystąpiło ugrupowanie DeSUS, a w lipcu 2011 Zares, w wyniku czego rząd utracił większość w parlamencie. Obie partie oskarżały socjaldemokratów o nieradzenie sobie z zarządzaniem gospodarką kraju. 20 września tego samego roku rząd Boruta Pahora przegrał głosowanie nad wotum zaufania zgłoszone przez opozycję. Zgodnie z konstytucją parlament miał 30 dni na powołanie nowego rządu, po których prezydent miał prawo rozwiązania parlamentu i ogłoszenia nowych wyborów. Ponieważ większość partii politycznych opowiadało się za nowymi wyborami, nowy rząd nie został powołany w konstytucyjnym terminie, a prezydent Danilo Türk wyznaczył wybory na 4 grudnia 2011.
W przedterminowych wyborach Borut Pahor utrzymał mandat poselski, jednakże Socjaldemokraci stracili 2/3 mandatów (z 29 mandatów zachowali 10). Wybory wygrała nowo powstała partia Pozytywna Słowenia, przed prowadzącą w sondażach Słoweńską Partią Demokratyczną. Obowiązki premiera Borut Pahor wykonywał do czasu powołania nowego gabinetu. W wyniku rozmów koalicyjnych 10 lutego 2012 na czele nowego rządu stanął były premier Janez Janša z SDS.

#### Prezydent
2 czerwca 2012 Borut Pahor utracił stanowisko przewodniczącego Socjaldemokratów na rzecz Igora Lukšiča. Na kongresie partii przegrał z nim stosunkiem głosów 180 do 190. Jednocześnie ogłosił zamiar kandydowania w wyborach prezydenckich, a 5 czerwca 2012 jego kandydaturę poparły nowe władze Socjaldemokratów.
W pierwszej turze wyborów prezydenckich z 11 listopada 2012 zajął pierwsze miejsce z wynikiem 39,87% głosów, pokonując urzędującego prezydenta Danila Türka (35,88% głosów) oraz Milana Zvera z SDS (24,25% głosów). W drugiej turze wyborów 2 grudnia 2012 pokonał Danila Türka, uzyskując 67,37% głosów poparcia. Urząd prezydenta objął 22 grudnia 2012.
W 2017 zdecydował się ubiegać o reelekcję w wyborach prezydenckich jako kandydat niezależny. W pierwszej turze głosowania z 22 października otrzymał 47,21% głosów, zajmując 1. miejsce wśród 9 kandydatów. Przeszedł do drugiej tury wyborów, w której jego konkurentem został aktor i samorządowiec Marjan Šarec (z poparciem 24,76% głosujących). W głosowaniu z 12 listopada otrzymał 53,09% głosów, wygrywając ze swoim konkurentem i zapewniając sobie wybór na drugą kadencję. 22 grudnia 2017 został zaprzysiężony na drugą kadencję. Zakończył urzędowanie 22 grudnia 2022, kiedy to zastąpiła go Nataša Pirc Musar.

## Odznaczenia
- Order Księcia Jarosława Mądrego I klasy (2021, Ukraina)[25]
- Krzyż Wielki z Łańcuchem Orderu Lwa Białego (2017, Czechy)[26]
- Order Wolności (2016, Ukraina)[27]

## Życie prywatne
Borut Pahor jest żonaty, ma syna.